# Biancavilla
Biancavilla – miasto i gmina we Włoszech, w regionie Sycylia, w prowincji Katania.
Według danych na rok 2004 gminę zamieszkiwało 21 846 osób, 312,1 os./km².